# Gestion du sang des patients
Patient Blood Management (PBM), en français la gestion du sang des patients, est un concept basé sur des preuves scientifiques avec le but de réduire la nécessité des transfusions de globules rouges et d’améliorer l’outcome[Quoi ?] du patient.

## Structure
Le concept du Patient Blood Management, se base sur 3 piliers : le traitement préopératoire de l’anémie et de la carence en fer, la réduction de la perte sanguine périopératoire, et, l’optimisation d’une tolérance de l’anémie, y compris l’utilisation de triggers restrictives de la transfusion.
La sécurité du patient et le résultat final sont améliorés. La sécurité et l’efficacité du PBM ont été montrées dans plusieurs études, qui incluent plus de 100 000 patients. 

## Mesures nécessaires
La raison pour laquelle le PBM n’est pas réalisé dans tous les hôpitaux est peut-être le grand nombre de mesures nécessaires (>100) et l’introduction nécessaire de chacune de ces mesures aux médecins. Pour faciliter le PBM et rendre le plus populaire, des guides de mise en œuvre ont été créés par les autorités européennes et australiennes. 
Comportant plus de 100 mesures, la question du montant des dépenses liées au PBM est soulevé, mais ce souci est absolument nié car le PBM permettrait la réalisation d'économie par ses effets avantageux pour le patient. 
Pour des raisons pratiques, le focus est mis sur ces 8 mesures suivantes, qui sont cruciales pour une introduction réussie du PBM dans un hôpital :
1. Les triggers restrictives de la transfusion.
2. Le traitement préopératoire de l’anémie.
3. Les techniques opératoires épargnant du sang avec de l’hémostase méticuleuse.
4. L’usage de l’épargne cellulaire.
5. L’usage de l’acide tranexamique.
6. Le management de la coagulation individualisé, y compris le monitoring et l’utilisation des concentrés de facteurs de coagulation.
7. Le traitement postopératoire de l’anémie avec des infusion de fer IV.
8. La nomination d’un PBM manager.

Un professeur de l'anesthésie définit le PBM en usant d'une métaphore automobile : « Traverser le désert avec une bagnole avec un réservoir plein est meilleur que de le traverser avec un réservoir rempli à moitié. »

## Avantage
L’avantage de l’acide tranexamique est qu’elle peut être administrée sans danger et elle réduit les transfusions de globules rouges. Ces propriétés avantageuses poussent l’usage prophylactique de l’acide tranexamique avant des grandes opérations.
Le management de la coagulation individualisé, y compris le monitoring et l’utilisation des concentrés de facteurs de coagulation, réduit aussi les transfusions de globules rouges et la mortalité de manière significative,.
L’administration d’une infusion de fer est plus commune avant une opération qu’après, mais l’efficacité de l’infusion postopératoire a été montrée comme significative,.
Il apparaît comme évident que le concept du PBM possède un potentiel extrêmement important d’aider un grand nombre de patients, sous réserve qu'il soit exécuté. Considérant tous les complications et décès qui sont évités grâce à la sécurité et efficacité du PBM, l'intérêt de ce concept apparaît comme évident. Ne pas donner la possibilité au patient d’accéder aux moyens du PBM est considéré aujourd’hui comme un défaut de qualité dans les soins d’un hôpital.